# 限外ろ過膜

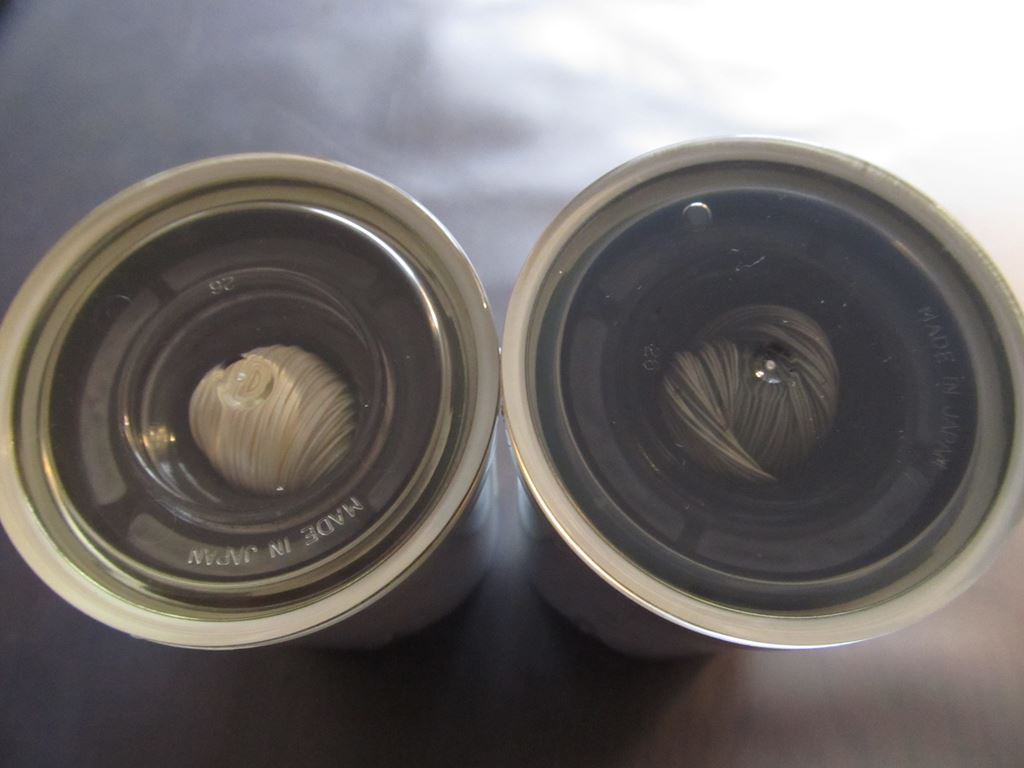
活性炭と中空糸フィルターを使用した浄水器用フィルターカートリッジ新古

限外ろ過膜（げんがいろかまく、英: ultrafiltration membrane）とは、ろ過膜の一種。英語の頭文字からUF膜とも、直訳をとって超ろ過膜とも呼ばれる（なお、限外とはultraの古典的な訳語）
孔径は概ね0.01～0.001μmで、逆浸透膜（RO膜、NF膜）より大きく精密ろ過膜（MF膜）よりも小さい。ただし、孔といっても精密ろ過膜のような孔は電子顕微鏡で観察しても見られず、阻止率90％に相当する分子量から表したものであり、分離は物理的なろ過よりも、溶質分子量の大きさに対する「分子ふるい」効果に基づく。

## 使い方
限外ろ過膜は通常のフィルターと同様に液体を全量通過させてろ過を行うことも不可能ではないが、孔の大きさが小さいため阻止された微粒子や不純物により短時間で膜が閉塞する。このため、通常は膜の表面に沿って一定方向に原液を流し続け、微粒子や不純物が濃縮された水（濃縮水と呼ぶ）を連続的に排出、または送液側に戻しながら使用することで微粒子や不純物の膜表面への付着を減らしている。この膜表面に沿った流れをクロスフロー、これを使ったろ過膜の使用法をクロスフロー方式と呼ぶ。

## 用途
- 浄水（水道水の製造）分野：細菌やウイルスの除去
- 工業分野：蛋白質や酵素など熱に弱い物質の分離または濃縮
- 医療分野：人工透析（金額ベースで最大の用途）、医薬品や医療用水製造時のウイルスや内毒素（パイロジェン）の除去
- 超純水製造：仕上げ段階の微粒子除去（逆浸透膜より熱に強く、微量物質の溶け出しが皆無の素材を使えるため）
- 生酒・生ビール等：酵母を除去することで、加熱殺菌せずに発酵を止める

尚、ウイルスで現在最も小さいとされるピコルナウイルスやパルボウイルスの大きさは約20nmであるため、孔の大きさを概ね10nm以下としておけば、限外ろ過膜は液体から全ての病原性細菌やウイルス（ただし既知のもの）を除去できるものと考えてよい。

## 構造
- 中空糸膜（ちゅうくうしまく） - 直径0.5～30mm程度の太さで中が空胴の糸状に成型し、通常は糸の外側から内側へろ過する（逆のタイプもある）。限外ろ過膜の場合は大半がこの形である。
- スパイラル膜 - 1枚のろ過膜を、強度を保つための網など（サポートと呼ぶ）と重ね合わせ、2つ折りにして袋状に接着した後、縦一直線に切れ目を入れた集水管で袋の口を挟み、これを芯にして伊達巻き状に巻く。伊達巻きの断面方向から加圧し、反対側の断面から濃縮水を、集水管から透過水を得る。
- チューブラー膜 - 中空円筒状で中空糸膜より太いもの。直径は最大10センチ程度のものまである。濃縮水の流速を高くでき不純物の膜表面への付着を防ぎやすい反面、これが仇ともなってエネルギーコストが高くなる上、設置面積が大きくなる。
- 平膜（ひらまく） - その名の通り平らな膜。クロスフロー方式で使用するためには水槽や容器に入れて内を高流速で流動させる必要がありエネルギーコストは高いが、膜の清掃がしやすい利点がある。

## 素材
- 酢酸セルロース、芳香族ポリアミド、ポリビニルアルコール、ポリスルホン：逆浸透膜の項を参照
- ポリフッ化ビニリデン
- ポリエチレン
- ポリアクリロニトリル
- セラミック：硬いため、2005年現在実用化されているのはチューブラー膜のみ